# البطريق (مسلسل تلفزيوني)
البطريق (بالإنجليزية: The Penguin) هو مسلسل درامي أمريكي قصير من إنتاج لورين ليفرانك لشبكة أتش بي أو. مستوحى من شخصية دي سي كوميكس التي تحمل الاسم نفسه، وهو جزء من عالم فيلم "ذا باتمان" الصادر عام 2022، ويتتبع صعود أوز كوب إلى السلطة في عالم الجريمة بمدينة جوثام. ليفرانك هي المنتجة الرئيسية للمسلسل، الذي تنتجه استوديوهات دي سي بالتعاون مع وارنر براذرز تيليفيجن. يؤدي كولين فاريل دور الشخصية الرئيسية، مستعيدًا دوره من فيلم "ذا باتمان"، إلى جانب كريستين ميليوتي، رينزي فيليز، ديدري أوكونيل، كلانسي براون، كارمن إيجوغو، مايكل زيجين، بيرتو كولون، سكوت كوهين، شهره أغداشلو، ثيو روسي، جيمس ماديو، نادين معلوف، جوشوا بيتون، ديفيد هـ. هولمز، دانيال ج. واتس، جاريد أبراهامسون، بن كوك، جيمي لوسون، أليسكا بالادينو، كريج ووكر، تيس سولتاو، ماري بوثا، مايكل كيلي، ومارك سترونغ.
بدأ تطوير المسلسل في سبتمبر 2021، وطلبته منصة أتش بي أو ماكس في مارس 2022، بعد إصدار فيلم "ذا باتمان". أشرف مخرج الفيلم، مات ريفز، على الكتابة وشارك في اختيار الفريق الإبداعي. بدأ التصوير في مارس 2023 في نيويورك، لكنه توقف في يونيو بسبب نزاعات العمل في هوليوود عام 2023. استؤنف الإنتاج في أواخر نوفمبر وانتهى في فبراير 2024. انتقل المسلسل من منصة ماكس، خليفة أتش بي أو ماكس، إلى أتش بي او في يوليو 2024. أخرج كريج زوبل الحلقات الثلاث الأولى، وأخرجت كل من هيلين شيفر وكيفن براي حلقتين، وأخرجت جينيفر جيتزينجر الحلقة الأخيرة.
عُرض مسلسل "البطريق" في الولايات المتحدة من 19 سبتمبر إلى 10 نوفمبر 2024، على مدار ثماني حلقات. نال المسلسل إشادة النقاد لأدائه وكتابته وإخراجه ونبرته وقيمته الإنتاجية. رُشح لثلاث جوائز غولدن غلوب، وفاز بجائزة أفضل ممثل - مسلسل قصير أو مسلسل تلفزيوني- لفاريل.

## طاقم الممثلين

### الرئيسيون
- كولين فاريل بدور أوزوالد "أوز" كوب / البطريق: الذراع اليمنى المشوهة لزعيم الجريمة الراحل كارمين فالكون، والذي يصعد نجمه ليصبح زعيمًا إجراميًا. بالنسبة للمسلسل، تم اختصار لقب الشخصية إلى "كوب" من "كوبلبوت"، وهو اللقب المستخدم تقليديًا في القصص المصورة، لأن الإنتاج وجده اسمًا أكثر واقعية. يؤدي رايدر ألين دور أوز في شبابه.
- كريستين ميليوتي بدور صوفيا جيجانتي (اسمها قبل الزواج فالكون): ابنة كارمين، ويُفترض أنها قاتلة متسلسلة مختلة عقليًا، تقاتل أوز للسيطرة على عالم الجريمة في مدينة جوثام بعد خروجها من مستشفى أركام ستيت. عُرفت في البداية باسم "صوفيا فالكون"، ثم تبنت لاحقًا لقب والدتها "جيجانتي" نكايةً بذكرى والدها.
- رينزي فيليز بدور فيكتور "فيك" أغيلار: مراهقة مشرد يصبح سائق أوز ومساعده.
- ديدري أوكونيل بدور فرانسيس كوب: والدة أوز التي تعاني من مرض باركنسون وخرف أجسام لوي. إميلي ميد تُجسد شخصية فرانسيس كوب في شبابها.

### المرتبطين بعائلة فالكون
- مايكل زيغن بدور ألبرتو فالكون: ابن كارمين والأخ الأكبر لصوفيا، الذي يُعاني من إدمان المخدرات والكحول.
- بيرتو كولون بدور كاستيلو: مُنفِّذ أوامر عائلة فالكون، ومُخلص لصوفيا.
- جيمس ماداو بدور ميلوس غرابا: مستشار عائلة فالكون والحارس الشخصي السابق لكارمين.
- مايكل كيلي بدور جوني فيتي: نائب رئيس عائلة فالكون الإجرامية، والرئيس بالإنابة بعد وفاة كارمين.
- مارك سترونغ بدور كارمين فالكون: زعيم إجرامي مُتوفى في غوثام، ووالد صوفيا وألبرتو وسيلينا كايل. يظهر فالكون في لقطات استرجاعية، ويحل سترونغ محل جون تورتورو، ممثل فيلم باتمان.
- سكوت كوهين بدور لوكا فالكون: شقيق كارمين وعضو سابق في الكابورجيمي الذي يخلفه كزعيم لعائلة فالكون الإجرامية.
- أليكسا بالادينو بدور كارلا فيتي: شقيقة جوني الصغرى ووالدة جيا.
- كينزي غراي بدور جيا فيتي: ابنة كارلا.
- ثيو روسي بدور الدكتور جوليان راش: طبيب نفسي سابق في أركام ومعالج صوفيا وحبيبها.
- كريج ووكر بدور المحقق ماركوس وايز: محقق فاسد يعمل لدى صوفيا مقابل المخدرات.
- تيس سولتاو بدور تينا فالكون: زوجة لوكا وعشيقة جوني.
- مايلز همفوس بدور دوم: منفذ لعائلة فالكون، ثم إلى صوفيا.
- بيتر ماكدونالد بدور المحقق ويليام كينزي: محقق فاسد ومنفذ لكارمين فالكون. ماكدونالد يُعيد تمثيل دوره من فيلم "باتمان".

### ذات صلة بعائلة ماروني
- كلانسي براون بدور سالفاتور "سال" ماروني: زعيم عائلة ماروني الإجرامية الذي انتهت عملياته بعد عملية مداهمة تاريخية لتهريب المخدرات، والتي كان كارمين هو المُخبر فيها.
- شهرة أغداشلو بدور نادية ماروني: زوجة سالفاتوري والرئيسة الفعلية لعائلة ماروني.
- آريا شاه قاسمي بدور تاج ماروني: ابن سالفاتوري ونادية ماروني.

### ذات صلة بشخصية البطريق
- كارمن إيجوغو بدور إيف كارلو: سيدة أعمال وعشيقة أوز، تُعرف بتغيير مظهرها لتناسب رغبات عملائها. يُشير لقبها إلى باسل كارلو، كلايفيس الأصلي.
- جوشوا بيتون بدور مايكي ستون: منفذ وتاجر مخدرات في الشارع لدى أوز.
- ديفيد هـ. هولمز بدور نيك فوكس: منفذ لدى أوز.
- دانيال جيه. واتس بدور برونو تيس: أحد منفذي أوامر أوز المخلصين.
- أوين أستالوس بدور جاك كوب: الأخ الأكبر لأوز.
- نيكو تيروزي بدور بيني كوب: الأخ الأصغر لأوز.
- لويس كانسيلمي بدور ريكس كالابريس: رجل عصابات من شباب أوز، يصفه بأنه شخصية اجتماعية محترمة.
- إريك بيريمان بدور الدكتور ديسوتو: كيميائي في مصنع أوز.
- أدي أوتوكويا بدور زيكي: أحد منفذي أوامر أوز.
- أليكس أناجنوستيديس بدور راي: سائق في طاقم أوز.

### آخرون
- بن كوك بدور كالفن: مراهق شوارع وصديق لفيك.
- فرانسوا تشاو بدور فنغ تشاو: زعيم عصابة غوثام تراياد، وهي عصابة متوسطة الحجم ذات صلات دولية تدير النوادي الليلية والكازينوهات. يُشار إليه باسم "داي لو" ("الأخ الأكبر"). لعب تشاو سابقًا دور زعيم عصابة ثلاثية في إنتاج آخر من إنتاج دي سي، وهو "الطيور الجارحة" (2020).
- روبرت لي لينغ بدور لينك تساي: نائب "داي لو" من عصابة جوثام الثلاثية وشريك أوز.
- ماري بوثا بدور ماغبي: سجينة في سجن أركام بتهمة السرقة المتسلسلة، تُعذب صوفيا أثناء سجنها.
- جاريد أبراهامسون بدور سكويد: ابن عم كالفن وتاجر مخدرات من كراون بوينت، يعرفه فيكتور منذ ما قبل الطوفان.
- نادين معلوف بدور سمر غليسون: صحفية تصبح إحدى ضحايا صوفيا.
- كون أونيل بدور ماكنزي بوك، رئيس شرطة مدينة جوثام. أونيل يُعيد تمثيل دوره من فيلم "باتمان".
- ريس كويرو بدور عضو المجلس سيباستيان هادي: سياسي فاسد من جوثام مدمن على القمار.
- جايمي لوسون بدور بيلا ريال: عمدة جوثام المنتخبة. تستعيد لوسون دورها من فيلم ذا باتمان.

## الحلقات
| ر. الإجمالي | العنوان            | المخرج          | الكاتب                     | تاريخ العرض الأصلي |
| --- | ------------------ | --------------- | -------------------------- | ------------------ |
| 1 | «بعد ساعات»        | كريغ زوبل       | لورين ليفرانك              | 19 سبتمبر 2024     |
| في نوفمبر 2022، وبعد أسبوع من اغتيال كارمين فالكون وتدمير جدار مدينة جوثام البحري يُقبض على أوزوالد "أوز" كوب من قِبل ألبرتو فالكون، ابن كارمين ووريثه المُحتمل، أثناء استعادته لمقتنيات فالكون الثمينة من صالة آيسبرغ. يكشف ألبرتو عن خطط لإحداث ثورة في تجارة المخدرات التي يديرها فالكون؛ وبعد أن سخر ألبرتو من طموحات أوز في أن يصبح رجل عصابات قويًا، أطلق عليه أوز النار دون قصد. حاول أوز التخلص من جثة ألبرتو وهدد مجموعة من المراهقين الذين حاولوا سرقة عجلة من سيارته. نجا فيكتور "فيك" أغيلار بعد أن سمعه يتلعثم، وجنّده. علم أوز أن عائلة فالكون تخطط للسيطرة على عصابة المخدرات الخاصة به، بينما تشتبه شقيقة ألبرتو، صوفيا فالكون، المُفرج عنها حديثًا من مصح أركام، في أن أوز مسؤول عن اختفاء ألبرتو. أحبطت والدة أوز، فرانسيس، خططه لمغادرة المدينة. زار أوز منافس فالكون، سالفاتوري ماروني، في سجن بلاكجيت، عارضًا عليه إعادة إدارة تجارة المخدرات إلى ماروني. تردد ماروني، لكنه أعاد النظر بعد أن أعاد أوز خاتمًا كان كارمين قد أخذه منه. لاحقًا، أسرت صوفيا أوز وعذبته، لكنها انشغلت بالاستعادة المفاجئة لجثة ألبرتو، التي دبرها فيك لتوريط عصابة ماروني. أُطلق سراح أوز وبدأ بالتخطيط مع فيك للسيطرة على عصابة فالكون الإجرامية.                                     |                    |                 |                            |                    |
| 2 | «رجل من الداخل»    | كريغ زوبل       | اريكا ل.جونسون             | 29 سبتمبر 2024     |
| على الرغم من غضبه من أوز الذي أوقعه في الفخ، يواصل ماروني شراكتهما بالسماح لأوز بالمساعدة في شحنة فالكون التي استولى عليها طاقم ماروني لاحقًا. يصل شقيق كارمين، لوكا، ليرأس العائلة. في هذه الأثناء، يُكشف أن فرانسيس تعاني من الخرف. تعاني صوفيا من اضطراب ما بعد الصدمة بسبب وفاة ألبرتو وتصبح مضطربة بشكل متزايد، وهي مقتنعة بأن أحد أفراد العائلة جاسوس لماروني. تقوم برشوة المحقق المتقاعد من إدارة شرطة مدينة جوثام، ماركوس وايز، الذي كان يعمل سابقًا على كشوف رواتب والدها، للتحقيق في السرقة، ويختطف الرجل إرفاد، أحد أتباع ماروني. زوجة ماروني، نادية، تكلف أوز باستعادة إرفاد قبل أن يجعله آل فالكون يتحدث. أثناء جنازة ألبرتو، يكلف أوز فيك بزرع أدلة لتوريط جوني فيتي، نائب رئيس فالكون، في جريمة قتل ألبرتو، بينما يصل إلى إرفاد ليجعله يورط فيتي. لكن يُقبض على فيك وهو يحاول زرع الأدلة وينجو بصعوبة؛ يقتل أوز إرفاد بسكين مطواة، ويلصق التهمة بكاستيلو، منفذ أوامر صوفيا، بزرع السلاح عليه. يقتل لوكا كاستيلو، رافضًا طلب صوفيا منه ذلك انتقامًا لألبرتو، ويأمرها بالانسحاب من أعمال العائلة. يُجبر أوز فيك على حفر قبر لإرفاده وكاستيلو، مهددًا بقتله إذا خذله مرة أخرى. ثم يلتقي بصوفيا، التي تقترح عليه شراكة للقضاء على هرم عائلة فالكوني حتى تتمكن من السيطرة. |                    |                 |                            |                    |
| 3 | «النعمة»           | كريغ زوبل       | نويل فالديفيا              | 6 أكتوبر 2024      |
| في مشاهد استرجاعية، يُترك فيك يتيمًا بعد أن أغرق انفجار جدار البحر عائلته. في الحاضر، تُعرّف صوفيا أوز على عقار جديد استُخدم عليها وعلى بقية نزلاء أركام؛ يُطلق عليه أوز اسم "النعمة". يُقدّمان معًا عرضًا لعصابة الثالوث للمساعدة في توزيع "النعمة"، لكنهما يرفضون التعامل معهما إلا بحصولهما على دعم فيتي. يبتزّ أوز وصوفيا فيتي للحصول على دعمه بتهديده بفضح ممارسته الجنس مع زوجة لوكا. ثم تُبرم عصابة الثالوث صفقات تجارية مع أوز وصوفيا. في هذه الأثناء، يُمزّق فيك رغبته في مغادرة غوثام مع حبيبته سعيًا وراء حياة أفضل، أو البقاء مع أوز ليُصبح ثريًا ونافذًا؛ كما يخشى أن يقتله أوز إذا حاول الفرار. عندما يعلم أوز بنوايا فيك، يُقرّ بأنه يُكن له احترامًا حقيقيًا ويسمح له بالمغادرة. يختار فيك أوز على حبيبته ويعود، ليجد أوز وصوفيا محتجزين لدى آل ماروني، الذين أدركوا ازدواجية أوز. قبل أن يتمكن قاتل مأجور من إعدام أوز، يصطدم فيك بسيارة أوز ويهربان، تاركين صوفيا وحيدة مع آل ماروني لمصيرها. |                    |                 |                            |                    |
| 4 | «مئة عام»          | هيلين شافر      | جون ماكاتشون               | 13 أكتوبر 2024     |
| في لقطات استرجاعية، تعلم صوفيا من المراسلة سمر غليسون أن كارمين يُشتبه في كونه "الجلاد"، وهو قاتل متسلسل يخنق النساء ويشنقهن؛ وقد توفيت والدتها في نفس الظروف عندما كانت طفلة. في محاولة يائسة للحصول على إجابات، تلتقي صوفيا بالمراسلة على انفراد. يُنبه أوز كارمين، الذي ينتقم بتلفيق تهمة القتل لصوفيا وإيداعها في مصح أركام، مما أثار رعب ألبرتو وأوز. على الرغم من أنها ستُحتجز لمدة ستة أشهر فقط، إلا أن كارمين مدد إقامتها لأكثر من عقد. تتعرض للسخرية باستمرار من النزلاء، بينما يُخضعها طبيبها، فينتريس، للعلاج بالصدمات الكهربائية. يدرك مساعد فينتريس، الدكتور جوليان راش، في النهاية أن صوفيا بريئة فيترك العمل. يؤدي الضغط النفسي والجسدي بصوفيا إلى انهيارها، فتقتل زميلتها في الزنزانة ماغبي. في الوقت الحاضر، يُخرج راش صوفيا إلى بر الأمان. بعد أن علمت من نادية أن أوز هو من قتل ألبرتو، قررت صوفيا ألا تثق بأحد. في تلك الليلة، قتلت جميع من في قصر فالكون بغاز أول أكسيد الكربون المنبعث من مولد كهربائي، بمن فيهم لوكا. وأنقذت جيا، ابنة عمها الصغيرة، وفيتي التي كانت تحتجزه تحت تهديد السلاح. |                    |                 |                            |                    |
| 5 | «هيلين شافر»       | جيفري ناشمانوف  | بريانا جيبسون وشاي أوغبونا | 20 أكتوبر 2024     |
| يقوم أوز وطاقمه باختطاف ابن ماروني، تاج، للحصول على فدية مقابل شحنة عقار "النعمة" التي سرقتها نادية. في نفس الوقت، يطلب أوز من فيك أن يعتني بفرانسيس. أثناء عملية التبادل، حاول أحد الحراس الذين رشاهم أوز اغتيال ماروني في بلاكجيت، بينما قام أوز بقتل تاج ونادية بإشعال النار فيهما. تتسبب النيران في تفعيل رشاشات الإطفاء الكيميائية وتدمير معظم عقار "النعمة"، بينما ينجو ماروني من محاولة اغتياله ويهرب من السجن. في هذه الأثناء، يتم إرسال جيا إلى دار للأيتام وتقوم صوفيا بتعذيب فيتي حتى يقرر دعم مساعيها لتصبح رئيسة الأسرة. انضم إليها راش، الذي وقع في حبها، وأعادت صوفيا تسمية العائلة باسم والدتها وكسبت ولاءهم من خلال الجدال حول كيفية تعرضهم لسوء المعاملة والإهمال على نحو مماثل تحت حكم كارمين؛ عندما اعترض فيتي على خططها، قامت صوفيا بقتله. في وقت لاحق، تشكل هي وماروني الحزين تحالفًا لقتل أوز. في مكان آخر، يصاب أوز بالذعر عندما يعلم بهروب ماروني، ويخسر دعم حبيبته إيف، بينما توبخه والدته لإجبارها على الاختباء في شقة محكوم عليها بالإنهيار. يتذكر أوز سكة حديدية تحت الأرض مهجورة، ويظهرها لفيك، ويعلن أنها قاعدة عملياتهم الجديدة لإعادة صنع عقار "النعمة".                                                                                     |                    |                 |                            |                    |
| 6 | «القمة الذهبية»    | كيفين براي      | نيك تاون                   | 27 أكتوبر 2024     |
| نجح أوز في توسيع إمبراطوريته بشكل كبير، حيث قام بإعادة إنتاج وتوزيع مخدرات "النعمة" في سكة حديدية تحت الأرض. قتلت صوفيا وآل ماروني العديد من تجار "النعمة" كتحذير، مما دفع أوز إلى اتخاذ قرار بالتخلي عن "النعمة" مجانًا لزيادة الطلب في جميع مناطق العصابات الأخرى. يواجه فيك سكويد، تاجر مخدرات من حيه، والذي يطلب منه السماح له بالانضمام إلى العملية. يحاول فيك رشوته، ولكن عندما يهدده سكويد بفضح فيك وأوز ما لم يحصل على لقاء مع أوز، يطلق عليه فيك النار ويهرب. تتدهور حالة فرانسيس أكثر، وتطلب من أوز أن يعدها بقتلها إذا مرضت بشدة. يهدد أوز عضوًا فاسدًا في المجلس بإعادة الكهرباء إلى كراون بوينت، ويرتب اجتماعًا مع رؤساء العصابات الأخرى، الذين يقنعهم بالعمل معًا ضد آل جيجانتي وماروني والنخبة العليا. اقتحمت صوفيا وسال شقة أوز لإيجاد وسيلة ضغط عليه، واكتشفت صوفيا صورة لإيف. تزور صوفيا إيف، وتهددها بالقتل للوصول إلى أوز، لكن إيف تكشف عن مكانه بعد أن تكشف صوفيا أن أوز كان على علم بالهوية الحقيقية للجلاد. يرقص فرانسيس وفيك على أنغام الموسيقى بعد عودة الكهرباء إلى كراون بوينت، في اللحظة التي تدخل فيها صوفيا حاملةً مُخلًا. |                    |                 |                            |                    |
| 7 | «قبعة رسمية»       | كيفين براي      | فلاديمير سفيتكو            | 3 نوفمبر 2024      |
| عندما كان طفلاً، كان أوز مستاءً من الاهتمام الذي توليه والدته لإخوته، جاك وبيني. بعد لعبة الغميضة، ترك أوز إخوته محاصرين داخل نفق مجاري متدفق حيث غرقوا. في الوقت الحاضر، يعود أوز إلى شقته ويجد فيك مصابًا، والذي يكشف أن صوفيا قد اختطفت فرانسيس. يهرب فيك قبل وصول ماروني مع رجاله مباشرة؛ ماروني يضرب أوز ويجعله يأخذه إلى مخبئه تحت الأرض. أوز ورجاله نصبوا كمينًا، ومات ماروني بنوبة قلبية أثناء قتال أوز. في هذه الأثناء، تطلب صوفيا من راش استجواب فرانسيس حول نقاط ضعف أوز وتزور جيا بعد أن علمت أنها تنوي التعاون مع الشرطة. بخيبة أمل بعد رؤية الألم الذي سببته لجيا، تفكر صوفيا في قبول إنذار أوز النهائي لمبادلة فرانسيس بمخزونه من "النعمة"، لكن راش يقنعها بالمضي قدمًا في رغبتها في رؤية أوز يعاني. خلال عملية التبادل، أرسلت صوفيا قنبلةً دمّرت قاعدة أوز وقتلت طاقمه بأكمله. نجا أوز ، لكن المحقق ماركوس وايز أفقده الوعي. |                    |                 |                            |                    |
| 8 | «أمر عظيم أو بسيط» | جينيفر جيتزينجر | لورين ليفرانك              | 10 نوفمبر 2024     |
| باستخدام علاج "إعادة معالجة الحركة بالعينين"، يعلم راش أن فرانسيس كانت تعلم بالفعل بإغراق أوز لإخوته وحاولت قتله لكنها لم تستطع إجبار نفسها على فعل ذلك. تم إحضار أوز إلى صوفيا، التي أجبرت فرانسيس على الاعتراف بالحقيقة. رفض أوز الاعتراف بأفعاله حتى مع تعذيب راش لفرانسيس، مما تسبب في إنكارها له قبل إصابتها بسكتة دماغية. هرب أوز وقتل المحقق وايز وأحضر فرانسيس إلى المستشفى. في هذه الأثناء، تخلى الزعماء المحليون عن أوز من أجل صوفيا، التي وضعت مكافأة على أوز بينما تستعد لمغادرة جوثام. رتب فيك لقتل الزعماء على يد نوابهم، الذين ساعدوا أوز في اختطاف صوفيا. بدلاً من قتلها، طلب أوز من اتصالاته بالشرطة إعادتها إلى أركام. زار أوز وفيك فرانسيس للاحتفال، فقط ليكتشفوا أنها دخلت في حالة سباتية، مما تسبب في انهيار أوز. في وقت لاحق من تلك الليلة، أخبر فيك أوز أنه يعتبره من عائلته، وهو ما رده أوز بالمثل. ثم قتل أوز فيك، قائلاً إن العائلة تُضعف الإنسان. في هذه الأثناء، راش، الذي عاد إلى أركام لرعاية صوفيا، يُسلمها رسالة من أختها غير الشقيقة، سيلينا كايل. اصطحب أوز فرانسيس إلى جناح بنتهاوس جديد، حيث رقص مع إيف مرتدية زي فرانسيس، بينما تظهر إشارة الخفاش في السماء.                                                                                |                    |                 |                            |                    |

## الاستقبال
على موقع تجميع المراجعات "روتن توميتوز"، 95% من 195 مراجعة نقدية كانت إيجابية، بمتوسط تقييم 8.25/10. وجاء إجماع الموقع على النحو التالي: "يُصوّر مسلسل "البطريق" مدينة غوثام بنغمات مُذهلة بدلاً من المحاكاة الصوتية، وهو ملحمة جريمة واقعية، يُقدّمها كولين فاريل وكريستين ميليوتي ببراعة." أما موقع ميتاكريتيك، الذي يستخدم متوسطًا مرجحًا، فقد منح الفيلم درجة 72 من 100، بناءً على 41 مراجعة نقدية، مما يُشير إلى مراجعات "إيجابية بشكل عام".

## الاعمال المستقبلية
أكد ريفز في يوليو 2024 أن فاريل سيعيد تمثيل دور البطريق في الجزء الثاني من فيلم "باتمان" الذي لم يُعلن عن اسمه بعد، والمقرر عرضه عام 2027. صرّح فاريل بأنه لم يكن يعلم لفترة ما إذا كان سيظهر في الجزء الثاني، وأنه لم يرَ نصًا بعد، قائلاً: "قيل لي إن لديّ خمسة أو ستة مشاهد". كما صرّح بأنه وقّع على ثلاثة أفلام من "باتمان".
بعد نهاية الموسم، صرّح فاريل بأنه منفتح على المشاركة في بطولة موسم ثانٍ من "البطريق" بعد أن صرّح سابقًا: "لا أريد ارتداء تلك البدلة والرأس اللعينين مرة أخرى". وبصفته ممثلًا منهجيًا، فقد صرّح بأنه كان في حالة نفسية مظلمة أثناء الإنتاج بسبب القصة المظلمة، كما صرّح ريفز بإمكانية إنتاج موسم ثانٍ. وقد بدأ مناقشة أفكار لموسم ثانٍ مع ليفرانك بحلول ديسمبر 2024.

## روابط خارجية
- الموقع الرسمي
 on HBO
- The Penguin on DC.com
- البطريق  على قاعدة بيانات الأفلام على الإنترنت (بالإنجليزية).
- The Penguin on Max